# Walerian Nikolajewitsch Weber

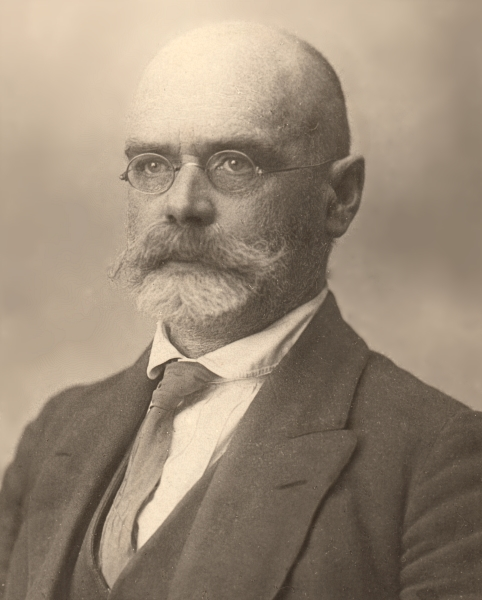
Walerian Nikolajewitsch Weber

Walerian Nikolajewitsch Weber (russisch Валериан Николаевич Вебер; * 14. Septemberjul. / 26. September 1871greg. in St. Petersburg; † 20. Januar 1940 in Leningrad) war ein russischer Geologe, Paläontologe, Seismologe und Hochschullehrer.

## Leben
Weber studierte am St. Petersburger Bergbau-Institut mit Abschluss 1897.
Ab 1900 arbeitete Weber im Geolkom (Geologisches Komitee des Allrussischen Geologischen Instituts) unter Feodossi Nikolajewitsch Tschernyschow und nach der Auflösung des Geolkom 1929 (letzter Direktor Dmitri Iwanowitsch Muschketow) im 1930 gegründeten Allrussischen Forschungsinstitut für geologische Prospektion (bis zu seinem Tode). Nach der Februarrevolution 1917 wurde Weber der erste gewählte Direktor des Geolkom als Nachfolger von Karol Bohdanowicz, bis nach der Oktoberrevolution Alexander Karlowitsch Meister Geolkom-Direktor wurde (1918–1921).
1920 wurde Weber Professor am Petrograder Bergbau-Institut. 1923 veröffentlichte er seine Vorlesung über Methoden der geologischen Prospektion. Im Mittelpunkt seiner Arbeit standen die geologische Struktur und die Bodenschätze Zentralasiens. 1925 erstellte er zusammen mit einer Gruppe gleichgesinnter Wissenschaftler eine geologische Karte des gebirgigen Turkestans. Weber identifizierte Erdöl-, Arsen-, Blei- und Kohle-Lagerstätten. Wichtig war Webers Monografie über die Insel Tscheleken an de Ostküste des Kaspischen Meeres. Weber war anerkannter Seismologe aufgrund seiner Erdbeben-Untersuchungen (Andijon (1902), Achalkalaki (1899), Şamaxı (1902)). Er verfasste wichtige Studien über die Trilobiten. 
1937 wurde Weber Doktor der geologisch-mineralogischen Wissenschaften.
Weber wurde auf dem Leningrader Wolkowo-Friedhof an den Literatenbrücken begraben. Sein Sohn Wassili Walerianowitsch Weber war Geologe und Erdölexperte.

## Ehrung
- Verdienter Wissenschaftler der RSFSR (1939)